# لوتار کلسگس
لوتار کلسگس (ایتالیایی: Lothar Claesges؛ زادهٔ ۳ ژوئیهٔ ۱۹۴۲) دوچرخه‌سوار اهل آلمان است.
وی در مسابقات کشوری و بین‌المللی در مجموع برندهٔ ۱ مدال طلا شده‌است.